# 达伦·史密斯
达伦·史密斯（英語：Darren Smith，1973年11月14日—），新西兰男子曲棍球运动员。他曾代表爱尔兰新西兰参加1998年、2002年和2006年英联邦运动会曲棍球比赛，其中2002年英联邦运动会获得一枚银牌。